# Карой (Нуринський район)
Каро́й (каз. Қараой) — село у складі Нуринського району Карагандинської області Казахстану. Адміністративний центр та єдиний населений пункт Каройського сільського округу.
Населення — 511 осіб (2021; 586 у 2009, 687 у 1999, 845 у 1989).
Національний склад станом на 1989 рік:
- казахи — 56 %.

У радянські часи село називалось також Караой.